# 낙사계
낙사계(諾思計, ?~748년 5월)는 발해 출신의 당나라 장군이다.

## 생애
낙사계는 원래 발해 15부의 하나였던 부여부의 대수령으로서, 부여부는 오늘날 중국 지린(吉林)성 눙안(農安)현에 치소(治所)를 두고 부주(扶州)와 선주(仙州) 2주를 거느리고 있던 지역이다. 낙사계가 당나라에 투항한 이유는 정확히 알려져 있지 않으나, 투항 후인 734년 낙사계는 당나라의 장군(將軍)이란 직책으로 거란과의 전투에 참여하였다. 낙사계는 당나라 현종으로부터 그 공을 인정받아 무관(武官) 종3품 벼슬인 행좌우림군장군과 농우절도사·경략대사 등의 벼슬을 지냈다. 또한 황제로부터 이민족 출신 장수에게 새 성과 이름을 하사하는 관습에 따라 당대의 명망 귀족의 성씨인 범양 노씨 성과 더불어 이름을 하사받아 노정빈(盧庭賓)이라는 성과 이름을 가지게 되었다.
그는 행좌우림군장군, 농우절도사, 경략대사, 유격장군(游擊將軍), 영원장군(寧遠將軍), 명위장군(明威將軍), 선위장군(宣威將軍), 장무장군(壯武將軍), 충무장군(忠武將軍), 운휘장군(雲麾將軍), 관군대장군(冠軍大將軍) 등을 지냈으며, 748년 5월에 당나라 장안성(長安城) 경조부(京兆府) 만년현(萬年縣) 평강방(平康坊)에 있는 자택에서 병으로 사망했다. 이 지역은 당나라 황성 바로 앞에 위치하여 고관대작들이 많이 살던 지역으로서, 낙사계가 당나라에 투항한 뒤 고위직 관료로 대우받았던 것을 알 수 있다. 1998년 출간된 《전당문보유(全唐文補遺)》 등에 낙사계의 묘지명이 실리면서 "부여부의 대수령"이라는 문구 때문에 처음에는 백제계 인물로 오인되었으나, 이후 조사를 통해 발해 부여부 대수령으로 확인되었다.
그의 묘지명에는 그가 특별히 활을 잘 쐈다는 기록이 남겨져있으며 그의 묘지명에는 당나라로부터 받은 노정빈(盧庭賓)이라는 이름이 아닌“고투항수령낙사계(故投降首領諾思計)”라고 기록되어있다.

## 같이 보기
- 낙 (성씨)